# Conley, Georgia
Conley är en ort (CDP) i Clayton County, i delstaten Georgia, USA. Enligt United States Census Bureau har orten en folkmängd på 6 228 invånare (2010) och en landarea på 5 km².